# جون مورسيو
جون مورسيو كونيسا (بالإسبانية: Jon Morcillo Conesa؛ مواليد 1998) لاعب كرة قدم إسباني محترف يلعب كجناح أيسر لنادي أتلتيك بيلباو في الدوري الإسباني.